# Six Foot Lake
Der Six Foot Lake ist ein kleiner See auf der subantarktischen Insel Campbell Island, einer zu Neuseeland gehörenden Offshore Island. Der Six Foot Lake ist der einzige See auf der Insel.

## Geographie
Der Six Foot Lake befindet sich im Süden von Campbell Island zwischen den Bergspitzen vom Eboulé Peak (326 m) im Südwesten, dem Puiseux Peak (416 m) im Südosten, dem Filhol Peak (287 m) im Nordwesten und dem Mount Honey (558 m) im Nordosten. Gespeist wird der 940 m lange und bis zu 500 m breite See durch den 3,2 km langen Kirk Stream, der an der Südostflanke des 500 m hohen Mount Durmas entspringt. Seinen Abfluss findet der Six Foot Lake über eine rund 100 m lange und sich bis auf 4 m verjüngende Engstelle, die den See vom südlich angrenzenden Monument Harbour trennt.

## Flora und Fauna
Das Department of Conservation (DOC) fand im Jahr 2006 am Wasserzulauf und am Wasserablauf des Sees kleine Populationen von Campbell-Schnepfen (Coenocorypha aucklandica perseverance), die in Neuseeland Campbell Island Snipe genannt werden. Die Tiere wurden ursprünglich 1997 auf der südlich angrenzenden Insel Jacquemart Island entdeckt und konnten auf Campbell Island nicht überleben, da die dort von Europäern eingeschleppten Ratten ihre Brut vernichteten. Nach der Ausrottung der Ratten im Jahr 2010 wurden die Vögel auf der Hauptinsel wieder heimisch.